# Polskt veto
Polskt veto eller med en latinsk term liberum veto (fritt veto) innebär att varje ledamot i en större beslutande församling har vetorätt.
I en polsk konstitution som antogs i Radom år 1505 bestämdes uttryckligen – i ett lagfästande av redan länge bestående förhållanden – att kungen och hans efterföljare inte fick fatta något nytt beslut utan gemensamt bifall av sejmens ledamöter. Det latinska uttrycket för "gemensamt", communis, tolkade man längre fram som "enstämmigt" (unanimis) och sökte på så sätt ett stöd för liberum veto.
Liberum veto praktiserades i det Polsk-litauiska samväldets parlamentet sejmen mellan 1652 och 1791, och innebar att en enda ledamot kunde stoppa ett parlamentsbeslut. Genom att ropa Nie pozwalam! (polska för: Jag tillåter inte!) avslutade ledamoten omedelbart den pågående sessionen och alla lagar som beslutats under sessionen ogiltigförklarades.
På detta sätt kunde varje reform, varje åtgärd över huvud taget göras omöjlig. Främmande makter, till exempel Preussen, begagnade sig med förkärlek av vetot för att förhindra varje finansiell eller militär reform genom att "köpa" en ledamot. Det var visserligen först 1652 som en sejm sprängdes genom en enda ledamot, men kravet på enstämmighet hade alltid gällt, även om man inte tidigare hade dragit de yttersta konsekvenserna av det. Under den första hälften av 1700-talet hölls över huvud taget inga riksdagar då de ständigt blev sprängda.
Denna radikala form av absolut konsensus ledde till att landet försvagades politiskt samt bidrog till att Polen delades upp mellan Preussen, Ryssland och Österrike år 1795. En reform genom konstitutionen från den 3 maj 1791, då bland annat majoritetsbeslut infördes, kom för sent för att stoppa sönderfallet.